# Бріджертони
«Бріджертони» (англ. Bridgerton) — костюмований телесеріал від Netflix, спродюсований Shondaland, прем'єра якого відбулася в грудні 2020 року. Екранізація однойменної серії книжок авторства Джулії Квінн. Перший сезон дебютував 25 грудня 2020 року, другий – 25 березня 2022 року. Прем'єра першої частини третього сезону відбулася 16 травня 2024, а другої 13 червня. У травні 2023 року вийшов спін-офф «Бріджертони: Історія королеви Шарлотти», який зосереджується на персонажі королеви Шарлотти.

## Сюжет
Дія серіалу відбувається у Мейфері в альтернативному Лондоні епохи Регентства. В центрі сюжету життя родини Бріджертонів, а саме чотирьох братів: старшого Ентоні, віконта Бріджертона, Бенедикта, Коліна та Грегорі та чотирьох сестер: Дафні, Елоїзи, Франчески та Гіацинти (латиницею імена складаються в алфавітному порядку від найстаршого до наймолодшої, A - H), та їхньої матері, віконтеси-вдови Вайолет, а також їх сусідів та друзів, що формують вище суспільство під час лондонських сезонів. Цикл розповідає історії кохання кожного з членів родини Бріджертонів, паралельно знайомлячи глядачів з інтригами та плітками лондонської знаті, коли на початку сезону з'являються скандальні памфлети під підписом таємничої леді Віслдаун. 
Сезон 1
Сезон починається з дебюту в світі старшої доньки Дафни та її успішному виходу на шлюбний ринок як Діамант сезону. Всупереч перевагам дівчини, надмірна опіка старшого брата Ентоні, віконта, що має вибуховий характер, відлякує всіх джентльменів. Тим паче, коли в Лондон прибуває ще одна красуня Марина Томпсон, кузина Фезерінгтонів, що живуть навпроти Бріджертонів на Гроссвенор-сквер. Коли в Лондоні з'являється герцог Гастінгс, кращий друг Ентоні та знаний гульвіса й улюбленець багатьох, вони з Дафні вигадують цікавий план, як урятувати її особисте життя, а заодно відвернути від молодого герцога надмірну увагу зацікавлених в шлюбі дебютанток та їхніх матерів.
Сезон 2
Другий сезон серіалу зосереджується на історії Ентоні, лорда Бріджертона. Після драматичного розриву з коханою через різний соціальний стан в кінці першого сезону, Ентоні зарікається знову кохати та натомість ставить собі за мету знайти дружину, яка відповідатиме високим стандартам й очікуванням суспільства. Вибір падає на Едвіну Шарму, молоду дебютантку, Діамант нового сезону, що здається ідеальною кандидаткою. Однак ситуація ускладнюється, коли Ентоні зустрічає старшу сестру Едвіни — Кейт Шарму. Між Ентоні та Кейт виникає сильне почуття, яке вони намагаються заперечувати, що призводить до численних інтриг і конфліктів. Другий сезон також продовжує висвітлювати життя інших членів родини Бріджертонів та їхніх друзів, додаючи нові сюжетні лінії й розвиваючи вже наявні.
Сезон 3
Третій сезон зосереджується на історії Пенелопи Фезерінгтон та Коліна Бріджертона та досліджує їхню складну дружбу, яка починає перетворюватися на щось більше. Пенелопа вже давно закохана в Коліна, однак він, після повернення з подорожі, все ще сприймає її лише як добру подругу. Ситуація змінюється, коли хлопець починає помічати, що Пенелопа вже не та наївна дівчина, яку він знав раніше. Вони поступово зближуються, і Колін починає розглядати її як потенційну партнерку. У третьому сезоні також починає розвиватися історія кохання Франчески — шостої дитини в родині Бріджертонів.
Сезон 4
Четвертий сезон розповідатиме історію кохання Бенедикта Бріджертона, який зустріне таємничу леді в срібній сукні на балі-маскараді, що влаштує його мати, віконтесса-вдова Вайолет. Зйомки сезону мають стартувати восени 2024 року.
Генеалогічне дерево
Літературною основою сценарію стали романи Джулії Квін.
|                              |                              |                              |                              |                              |                              |  |  |                           |                           |                           |                           |                           |                           |  |  |          |          |          |          |          |          |  |  | Едмунд † 8-й віконт Бріджертон | Едмунд † 8-й віконт Бріджертон | Едмунд † 8-й віконт Бріджертон | Едмунд † 8-й віконт Бріджертон | Едмунд † 8-й віконт Бріджертон | Едмунд † 8-й віконт Бріджертон |  |  | Вайолет Віконтеса Бріджертон | Вайолет Віконтеса Бріджертон | Вайолет Віконтеса Бріджертон | Вайолет Віконтеса Бріджертон | Вайолет Віконтеса Бріджертон | Вайолет Віконтеса Бріджертон |  |  |                               |                               |                               |                               |                               |                               |  |  |        |        |        |        |        |        |  |  |           |           |           |           |           |           |  |  |         |         |         |         |         |         |  |  |         |         |         |         |         |         |
|                              |                              |                              |                              |                              |                              |  |  |                           |                           |                           |                           |                           |                           |  |  |          |          |          |          |          |          |  |  | Едмунд † 8-й віконт Бріджертон | Едмунд † 8-й віконт Бріджертон | Едмунд † 8-й віконт Бріджертон | Едмунд † 8-й віконт Бріджертон | Едмунд † 8-й віконт Бріджертон | Едмунд † 8-й віконт Бріджертон |  |  | Вайолет Віконтеса Бріджертон | Вайолет Віконтеса Бріджертон | Вайолет Віконтеса Бріджертон | Вайолет Віконтеса Бріджертон | Вайолет Віконтеса Бріджертон | Вайолет Віконтеса Бріджертон |  |  |                               |                               |                               |                               |                               |                               |  |  |        |        |        |        |        |        |  |  |           |           |           |           |           |           |  |  |         |         |         |         |         |         |  |  |         |         |         |         |         |         |
|                              |                              |                              |                              |                              |                              |  |  |                           |                           |                           |                           |                           |                           |  |  |          |          |          |          |          |          |  |  |                                |                                |                                |                                |                                |                                |  |  |                              |                              |                              |                              |                              |                              |  |  |                               |                               |                               |                               |                               |                               |  |  |        |        |        |        |        |        |  |  |           |           |           |           |           |           |  |  |         |         |         |         |         |         |  |  |         |         |         |         |         |         |
|                              |                              |                              |                              |                              |                              |  |  |                           |                           |                           |                           |                           |                           |  |  |          |          |          |          |          |          |  |  |                                |                                |                                |                                |                                |                                |  |  |                              |                              |                              |                              |                              |                              |  |  |                               |                               |                               |                               |                               |                               |  |  |        |        |        |        |        |        |  |  |           |           |           |           |           |           |  |  |         |         |         |         |         |         |  |  |         |         |         |         |         |         |
| Ентоні 9-й віконт Бріджертон | Ентоні 9-й віконт Бріджертон | Ентоні 9-й віконт Бріджертон | Ентоні 9-й віконт Бріджертон | Ентоні 9-й віконт Бріджертон | Ентоні 9-й віконт Бріджертон |  |  | Кейт Віконтеса Бріджертон | Кейт Віконтеса Бріджертон | Кейт Віконтеса Бріджертон | Кейт Віконтеса Бріджертон | Кейт Віконтеса Бріджертон | Кейт Віконтеса Бріджертон |  |  | Бенедикт | Бенедикт | Бенедикт | Бенедикт | Бенедикт | Бенедикт |  |  | Колін                          | Колін                          | Колін                          | Колін                          | Колін                          | Колін                          |  |  | Дафні                        | Дафні                        | Дафні                        | Дафні                        | Дафні                        | Дафні                        |  |  | Саймон Бассет герцог Гастінґс | Саймон Бассет герцог Гастінґс | Саймон Бассет герцог Гастінґс | Саймон Бассет герцог Гастінґс | Саймон Бассет герцог Гастінґс | Саймон Бассет герцог Гастінґс |  |  | Елоїза | Елоїза | Елоїза | Елоїза | Елоїза | Елоїза |  |  | Франческа | Франческа | Франческа | Франческа | Франческа | Франческа |  |  | Грегорі | Грегорі | Грегорі | Грегорі | Грегорі | Грегорі |  |  | Гіацинт | Гіацинт | Гіацинт | Гіацинт | Гіацинт | Гіацинт |
| Ентоні 9-й віконт Бріджертон | Ентоні 9-й віконт Бріджертон | Ентоні 9-й віконт Бріджертон | Ентоні 9-й віконт Бріджертон | Ентоні 9-й віконт Бріджертон | Ентоні 9-й віконт Бріджертон |  |  | Кейт Віконтеса Бріджертон | Кейт Віконтеса Бріджертон | Кейт Віконтеса Бріджертон | Кейт Віконтеса Бріджертон | Кейт Віконтеса Бріджертон | Кейт Віконтеса Бріджертон |  |  | Бенедикт | Бенедикт | Бенедикт | Бенедикт | Бенедикт | Бенедикт |  |  | Колін                          | Колін                          | Колін                          | Колін                          | Колін                          | Колін                          |  |  | Дафні                        | Дафні                        | Дафні                        | Дафні                        | Дафні                        | Дафні                        |  |  | Саймон Бассет герцог Гастінґс | Саймон Бассет герцог Гастінґс | Саймон Бассет герцог Гастінґс | Саймон Бассет герцог Гастінґс | Саймон Бассет герцог Гастінґс | Саймон Бассет герцог Гастінґс |  |  | Елоїза | Елоїза | Елоїза | Елоїза | Елоїза | Елоїза |  |  | Франческа | Франческа | Франческа | Франческа | Франческа | Франческа |  |  | Грегорі | Грегорі | Грегорі | Грегорі | Грегорі | Грегорі |  |  | Гіацинт | Гіацинт | Гіацинт | Гіацинт | Гіацинт | Гіацинт |

## У ролях
| Актор            | Роль                                     |
| ---------------- | ---------------------------------------- |
| Фібі Дайневор    | Дафні, міс Бріджертон                    |
| Джонатан Бейлі   | Ентоні Бріджертон, віконт Бріджертон     |
| Рут Геммелл      | леді Вайолет, віконтеса-вдова Бріджертон |
| Реге Пейдж       | Саймон Бассет, герцог Гастінґс           |
| Джулія Ендрюс    | леді Віслдаун, голос                     |
| Поллі Вокер      | леді Порціа Фезерінґтон                  |
| Голда Рошевель   | королева Шарлота                         |
| Рубі Баркер      | міс Марина Томпсон                       |
| Люк Ньютон       | містер Колін Бріджертон                  |
| Бен Міллер       | барон Арчібальд Фезерінґтон              |
| Нікола Кохлан    | міс Пенелопа Фезерінґтон                 |
| Мартінс Імганґбе | містер Вілл Модрич                       |
| Люк Томпсон      | містер Бенедикт Бріджертон               |
| Клаудія Джессі   | міс Елоїза Бріджертон                    |
| Флоренс Гант     | міс Гіацинта Бріджертон                  |
| Вілл Тілстон     | містер Грегорі Бріджертон                |
| Аджоа Андо       | леді Денбері                             |
| Симон Ешлі       | Катані "Кейт", міс Шарма                 |

## Список серій
| Сезон | Епізоди | Епізоди | Оригінальний випуск | Оригінальний випуск |
| Сезон | Епізоди | Епізоди | Перший випуск       | Останній випуск     |
| ----- | ------- | ------- | ------------------- | ------------------- |
| 1     | 8       | 8       | 25 грудня 2020      | 25 грудня 2020      |
| 2     | 8       | 8       | 25 березня 2022     | 25 березня 2022     |
| 3     | 8       | 8       | 16 травня 2024      | 13 червня 2024      |

### 1 сезон (2020)
| № | # | Назва                                              | Режисер            | Сценарист                  | Перший ефір у США |
| --- | - | -------------------------------------------------- | ------------------ | -------------------------- | ----------------- |
| 1 | 1 | «Діамант чистої води» «Diamond of the First Water» | Джулі Енн Робінсон | Кріс ван Дузен             | 25 грудня 2020    |
| Дафні дебютує на ярмарку наречених у Лондоні. Вище суспільство захопливо обговорює нові плітки. Холостяк Саймон, герцог Гастінгс, повертається до міста.                  |   |                                                    |                    |                            |                   |
| 2 | 2 | «Здивування та задоволення» «Shock and Delight»    | Том Веріка         | Джанет Лін                 | 25 грудня 2020    |
| Саймон починає залицятися до Дафні, що не подобається її братові Ентоні, оскільки це може зіпсувати його плани. Марина розповідає Пенелопі правду про те, як завагітніла. |   |                                                    |                    |                            |                   |
| 3 | 3 | «Мистецтво зомління» «Art of the Swoon»            | Том Веріка         | Лейла Коен-Міччіо          | 25 грудня 2020    |
| У Дафні з’являється залицяльник королівської крові, тому вона просить поради в Саймона. Леді Фезерінгтон хоче змусити Марину вийти заміж.                                 |   |                                                    |                    |                            |                   |
| 4 | 4 | «Справа честі» «An Affair of Honor»                | Шері Фолксон       | Еббі Макдональд            | 25 грудня 2020    |
| Дафна отримує прекрасний подарунок від принца Фрідріха, проте між ними спалахує сварка на балу. Елоїза хоче дізнатися, хто ховається за іменем леді Віслдаун.             |   |                                                    |                    |                            |                   |
| 5 | 5 | «Герцог і я» «The Duke and I»                      | Шері Фолксон       | Джой Сі Мітчелл            | 25 грудня 2020    |
| Щоб позбутися чуток про те, що відбулося в саду, Саймон і Дафні мають особисто звернутися до королеви. Весільні плани Марини бентежать Пенелопу.                          |   |                                                    |                    |                            |                   |
| 6 | 6 | «Шарудіння» «Swish»                                | Джулі Енн Робінсон | Сара Доллард               | 25 грудня 2020    |
| Під час медового місяця Дафні усвідомлює, що дуже мало знає про інтимні моменти подружнього життя. Колін приймає рішення щодо стосунків із Мариною.                       |   |                                                    |                    |                            |                   |
| 7 | 7 | «Прірва між нами» «Oceans Apart»                   | Алрік Райлі        | Джей Росс, Еббі Макдональд | 25 грудня 2020    |
| Звинувачення в брехні й зраді стають причиною непорозумінь між молодятами. Не менш небезпечна брехня може зашкодити репутації Бріджертонів.                               |   |                                                    |                    |                            |                   |
| 8 | 8 | «Після дощу» «After the Rain»                      | Алрік Райлі        | Кріс ван Дузен             | 25 грудня 2020    |
| Останній бал сезону стає вирішальним для герцога й герцогині, які вирішують одружитися, що стає причиною великих змін у житті їхніх близьких.                             |   |                                                    |                    |                            |                   |

### 2 сезон (2022)
| № | # | Назва                                                 | Режисер      | Сценарист                       | Перший ефір у США |
| --- | - | ----------------------------------------------------- | ------------ | ------------------------------- | ----------------- |
| 9 | 1 | «Розпусник з великої літери» «Capital R Rake»         | Тріша Брок   | Кріс ван Дузен                  | 25 березня 2022   |
| Ентоні починає шукати собі дружину, Елоїза вперше виходить перед двором, а леді Денбері допомагає королеві вибрати діамант серед дебютанток сезону.                        |   |                                                       |              |                                 |                   |
| 10 | 2 | «На старт» «Off to the Races»                         | Тріша Брок   | Деніел Робінсон                 | 25 березня 2022   |
| Ентоні починає залицятися попри запекле суперництво й підступи ворога. Елоїза дізнається дещо про леді Віслдаун після повернення свого родича.                             |   |                                                       |              |                                 |                   |
| 11 | 3 | «Яка бджола тебе вкусила?» «A Bee in Your Bonnet»     | Алекс Піллаї | Сара Л. Томпсон                 | 25 березня 2022   |
| У маєток Бріджертонів з’їжджаються гості, Ентоні намагається справити гарне враження на Кейт усупереч неприємним спогадам і безжальній грі пел-мел.                        |   |                                                       |              |                                 |                   |
| 12 | 4 | «Перемога» «Victory»                                  | Алекс Піллаї | Кріс ван Дузен і Джесс Браунелл | 25 березня 2022   |
| Гості збираються на балу в маєтку Бріджертонів, Ентоні й Кейт сваряться на полюванні, Колін згадує минуле, а леді Фезерінґтон готує пастку.                                |   |                                                       |              |                                 |                   |
| 13 | 5 | «Немислима доля» «An Unthinkable Fate»                | Том Веріка   | Еббі Макдональд                 | 25 березня 2022   |
| Вражена поспішними планами Ентоні щодо весілля, Кейт приймає пораду леді Денбері. Елоїза сперечається з новим союзником. Звана вечеря проходить у напруженій атмосфері.    |   |                                                       |              |                                 |                   |
| 14 | 6 | «Вибір» «The Choice»                                  | Том Веріка   | Лу-Лу Ігбокве                   | 25 березня 2022   |
| Ентоні розривається між почуттям обов’язку перед сім’єю й коханням до Кейт. Едвіна обмірковує майбутнє й справляє враження на королеву. Побачення Елоїзи викликає підозри. |   |                                                       |              |                                 |                   |
| 15 | 7 | «Гармонія» «Harmony»                                  | Шеріл Даньє  | Олівер Голдстік                 | 25 березня 2022   |
| Довкола родин Шарма й Бріджертон ширяться скандальні чутки. Елоїза й Пенелопа опиняються в скрутному становищі через гнів королеви на леді Віслдаун.                       |   |                                                       |              |                                 |                   |
| 16 | 8 | «Віконт, який мене любив» «The Viscount Who Loved Me» | Шеріл Даньє  | Джесс Браунелл                  | 25 березня 2022   |
| Ентоні перегинає палицю, чекаючи новин від Кейт, Елоїза просить Тео допомогти їй у пошуках леді Віслдаун, а леді Фезерінгтон планує влаштувати грандіозний бал.            |   |                                                       |              |                                 |                   |

### 3 сезон (2024)
| № | # | Назва                                                          | Режисер      | Сценарист             | Перший ефір у США |
| --- | - | -------------------------------------------------------------- | ------------ | --------------------- | ----------------- |
| 17 | 1 | «Вихід із тіні» «Out of the Shadows»                           | Тріша Брок   | Джесс Браунелл        | 16 травня 2024    |
| Дебютантки виходять на шлюбний ринок, і Франческа починає свій перший сезон. Повертається парубок із багатим досвідом подорожування, а Пенелопа демонструє новий образ.   |   |                                                                |              |                       |                   |
| 18 | 2 | «Яскраве місячне сяйво» «How Bright the Moon»                  | Тріша Брок   | Сара Л. Томпсон       | 16 травня 2024    |
| Пенелопа бере приватні уроки зачарування кавалерів, але її плани швидко ускладнюються. Приголомшлива дебютантка привертає увагу королеви.                                 |   |                                                                |              |                       |                   |
| 19 | 3 | «Сили природи» «Forces of Nature»                              | Ендрю Ан     | Елі Вілсон Пелтон     | 16 травня 2024    |
| Пенелопа впадає в око любителю природи лорду Деблінґу, що викликає незадоволення інших його прихильниць. Колін стає героєм, відвернувши катастрофу у вітряний день.       |   |                                                                |              |                       |                   |
| 20 | 4 | «Давні друзі» «Old Friends»                                    | Ендрю Ан     | Лорен Гембл           | 16 травня 2024    |
| До Пенелопи приходить гість, який ставить її перед складним вибором. Для інших зʼявляються можливості почати все спочатку й знайти справжнє кохання.                      |   |                                                                |              |                       |                   |
| 21 | 5 | «Тік-так» «Tick Tock»                                          | Білл Вудрафф | Азія Сквайр           | 13 червня 2024    |
| Леді Віслдаун несподівано оголошує про заручини, чим приголомшує знать. Пенелопа стикається з необхідністю розкрити правду про себе.                                      |   |                                                                |              |                       |                   |
| 22 | 6 | «Роман із містером Бріджертоном» «Romancing Mister Bridgerton» | Білл Вудрафф | Аннабель Худ          | 13 червня 2024    |
| Відчайдушна самозванка намагається публічно завоювати прихильність королеви. Пенелопа поспішає написати термінове послання, але чи можливо ще виправити ситуацію?         |   |                                                                |              |                       |                   |
| 23 | 7 | «Рука в руці» «Joining of Hands»                               | Том Веріка   | Гітика Тандон Лізарді | 13 червня 2024    |
| Скандальна стаття змушує королеву посилити пошуки справжньої леді Віслдаун. Весілля наближається, тому Пенелопа розмірковує над своїм майбутнім як дружини й письменниці. |   |                                                                |              |                       |                   |
| 24 | 8 | «Пролити світло» «Into the Light»                              | Том Веріка   | Даніель Робінсон      | 13 червня 2024    |
| Суперниця погрожує Пенелопі розкриттям її таємниці й вимагає грошей. Пенелопа намагається зробити важкий вибір, від якого залежать її стосунки й подальше життя.          |   |                                                                |              |                       |                   |

## Виробництво
1 сезон
Проєкт був анонсований 20 липня 2018 року. Основні зйомки завершили в кінці лютого 2020 року. Зйомки проходили в Лондоні й Баті (Сомерсет), а також у різних маєтках та парках навколо Англії. Хоча дія відбувається у Лондоні, більшість вуличних сцен знімали у Баті, Йорку та Чатемі. Прем'єра серіалу відбулася 25 грудня 2020 року.
2 сезон
До виходу першого сезону серіал уже був на стадії попереднього виробництва другого сезону, який було офіційно анонсовано в січні 2021 року. Він зосереджений на Ентоні та заснований на книзі «Віконт, який мене кохав». Виробництво другого сезону розпочалось у березні 2021 року. 13 квітня 2021 року творець Ван Дусен повідомив у Twitter, що серіал додатково продовжено на третій і четвертий сезони.
3 сезон
На відміну від перших двох сезонів, які дотримувалися порядку книжкової серії, третій сезон буде зосереджений на Коліні, заснованому на четвертому романі Квінн «Роман з містером Бріджертоном». Основні зйомки третього сезону почалися в липні 2022 року. Прем'єра першої частини сезону відбулась 16 травня, а прем'єра другої запланована на 13 червня.
4 сезон
Зйомки сезону мають стартувати восени 2024 року

## Саундтрек
Американський композитор і піаніст Кріс Бауерс склав і аранжував партитуру для серіалу. Музиканти записували свої партії віддалено з рідних студій з огляду на пандемію COVID-19. У першому сезоні звучать оркестрові кавери на сучасну попмузику. За словами режисера та виконавчого продюсера Джулі Енн Робінсон, натхненням для цього послужило використання класичних рок-пісень у фільмі «Історія лицаря» 2001 року. Так у «Бріджертонах» звучать: «Thank U, Next» Аріани Ґранде, «Girls Like You» Maroon 5, «In My Blood» Шона Мендеса, «Bad Guy» Біллі Айліш. Усі чотири кавери виконали Vitamin String Quartet.

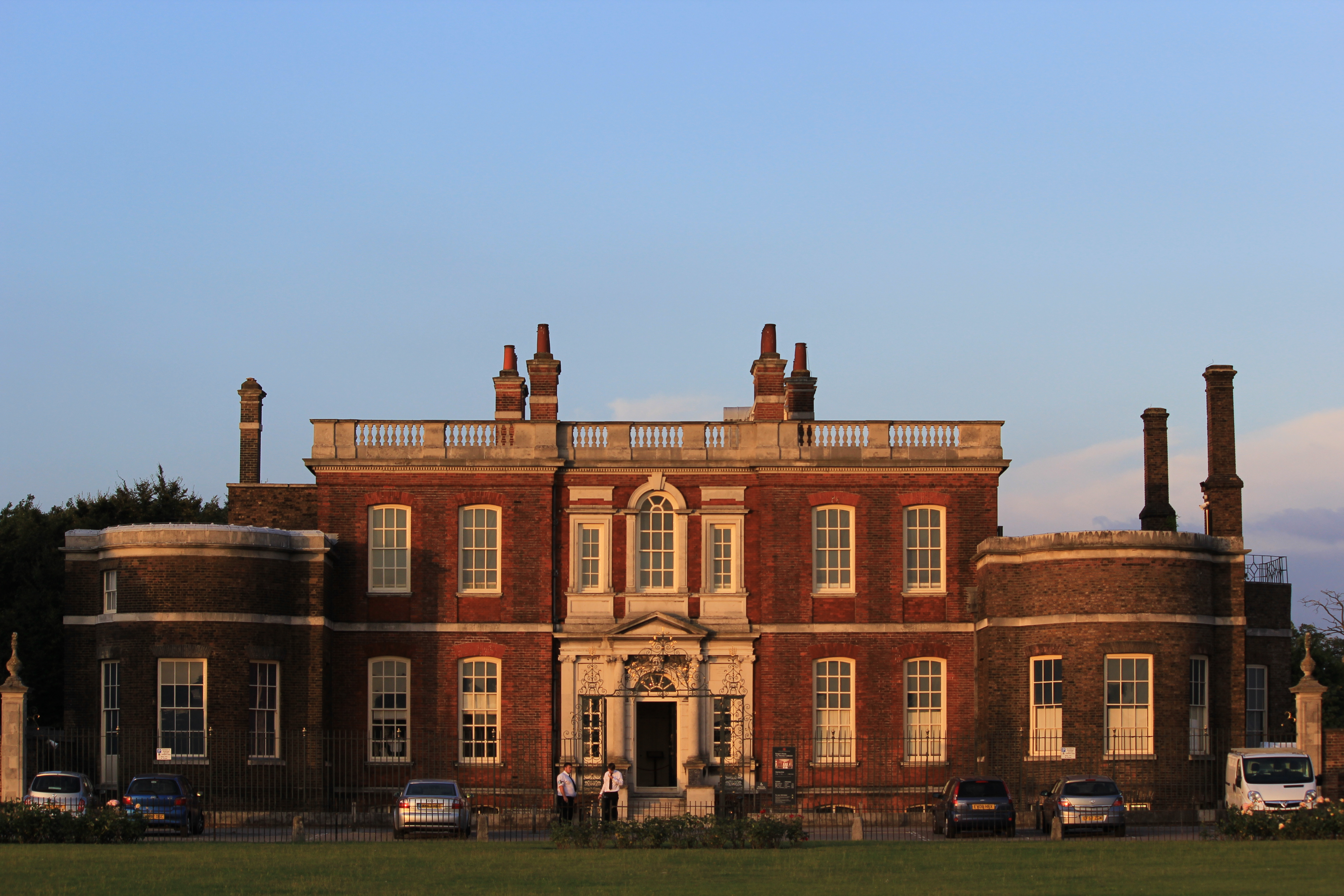
Ranger's House в Гринвіцькому парку в серіалі — садиба Бріджертонів.
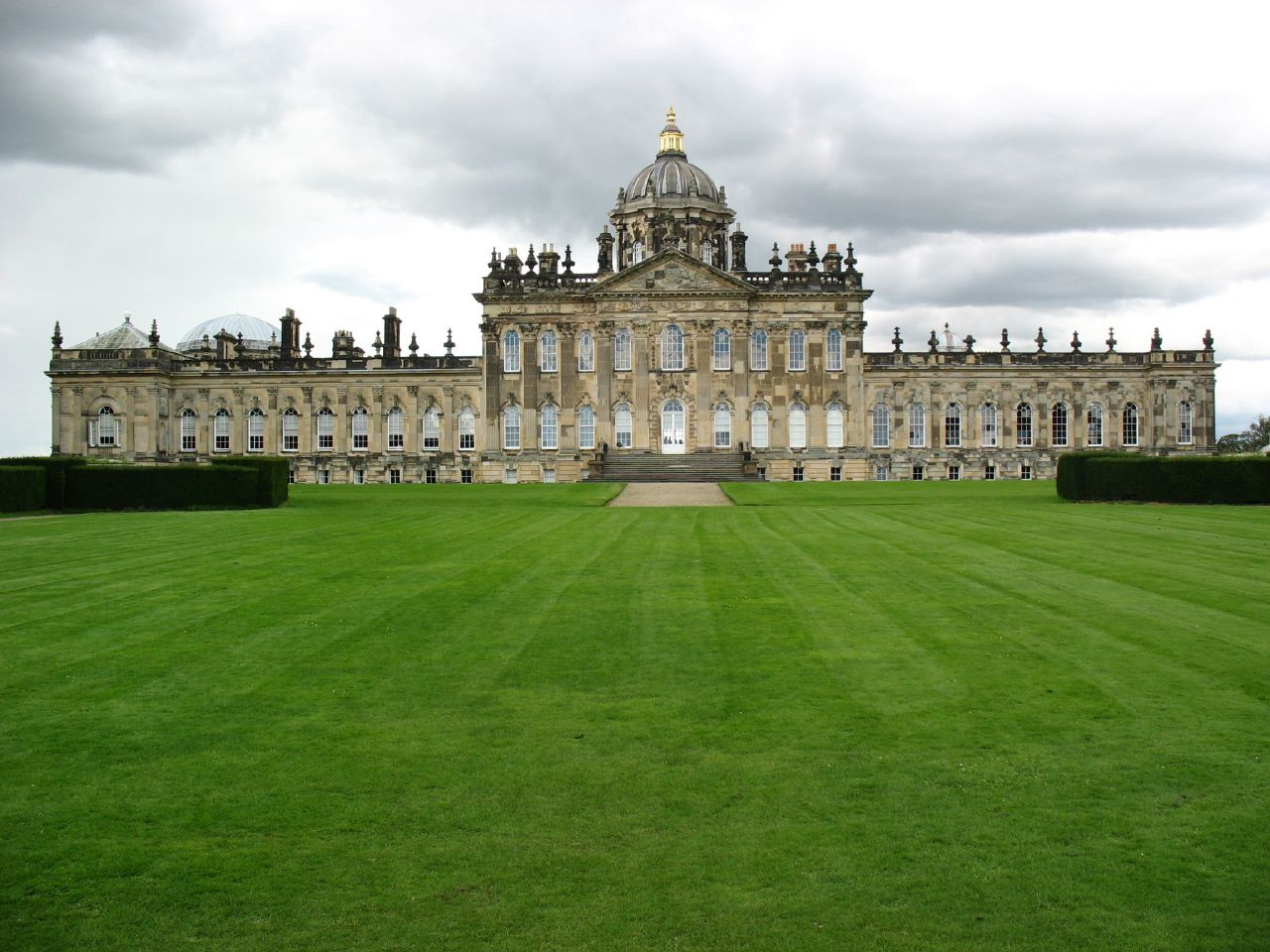
Касл-Говард у Північному Йоркширі став декорацією помістя герцога Гастінгса
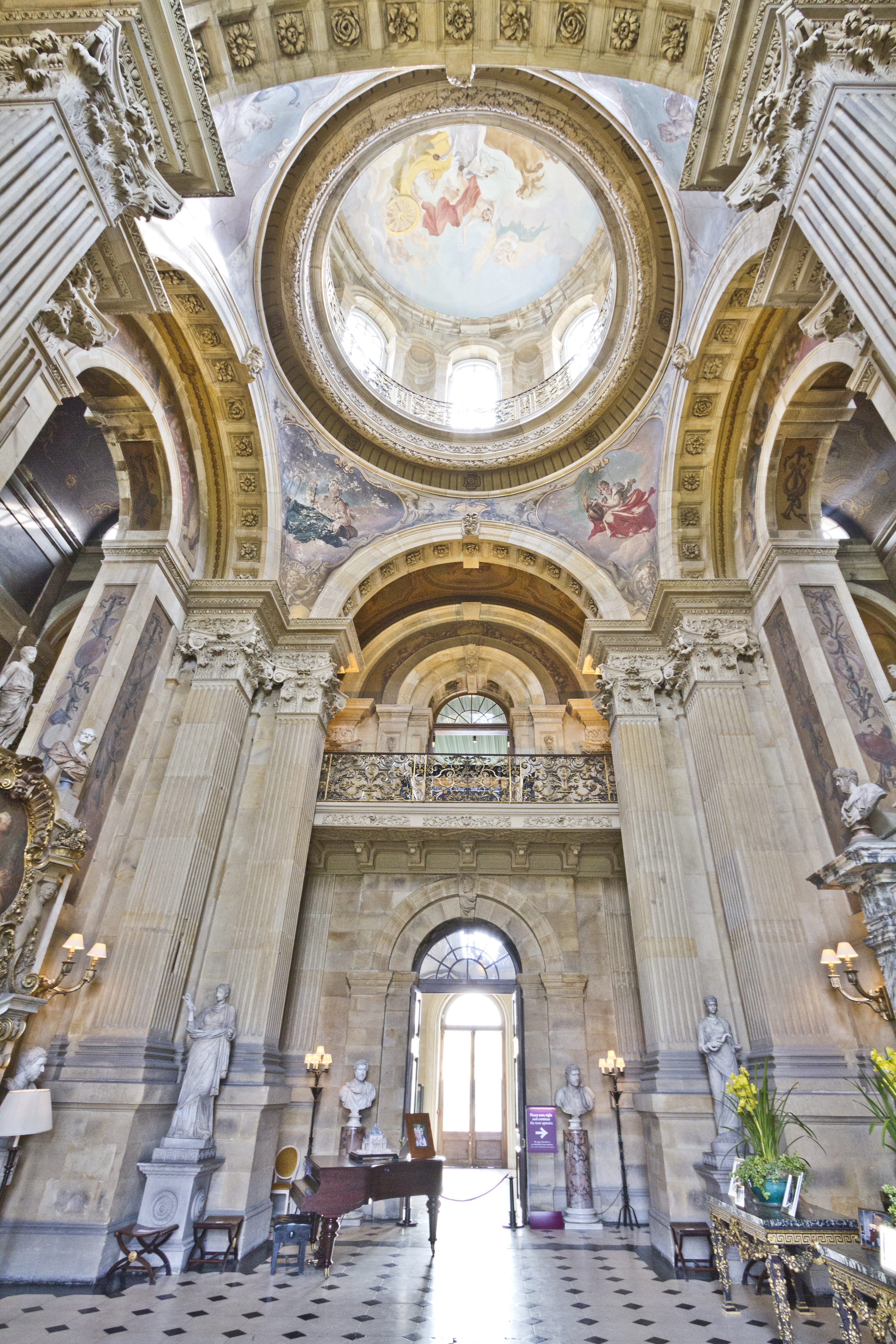
Головний вхід Касл-Ховарда
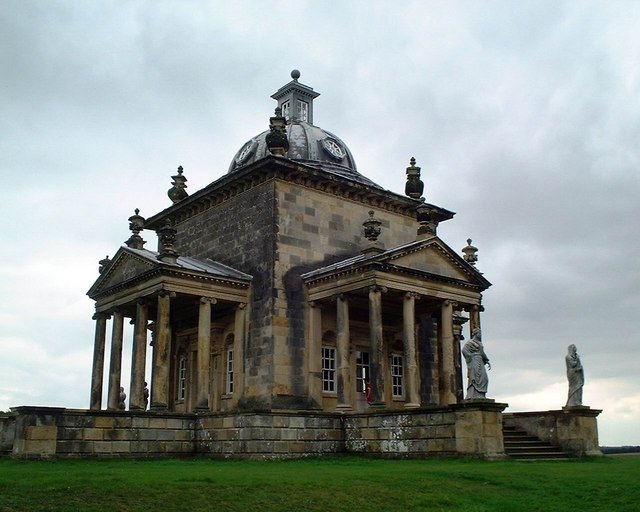
Храм чотирьох вітрів належить до помістя Касл-Ховард і також з'являється в серіалі
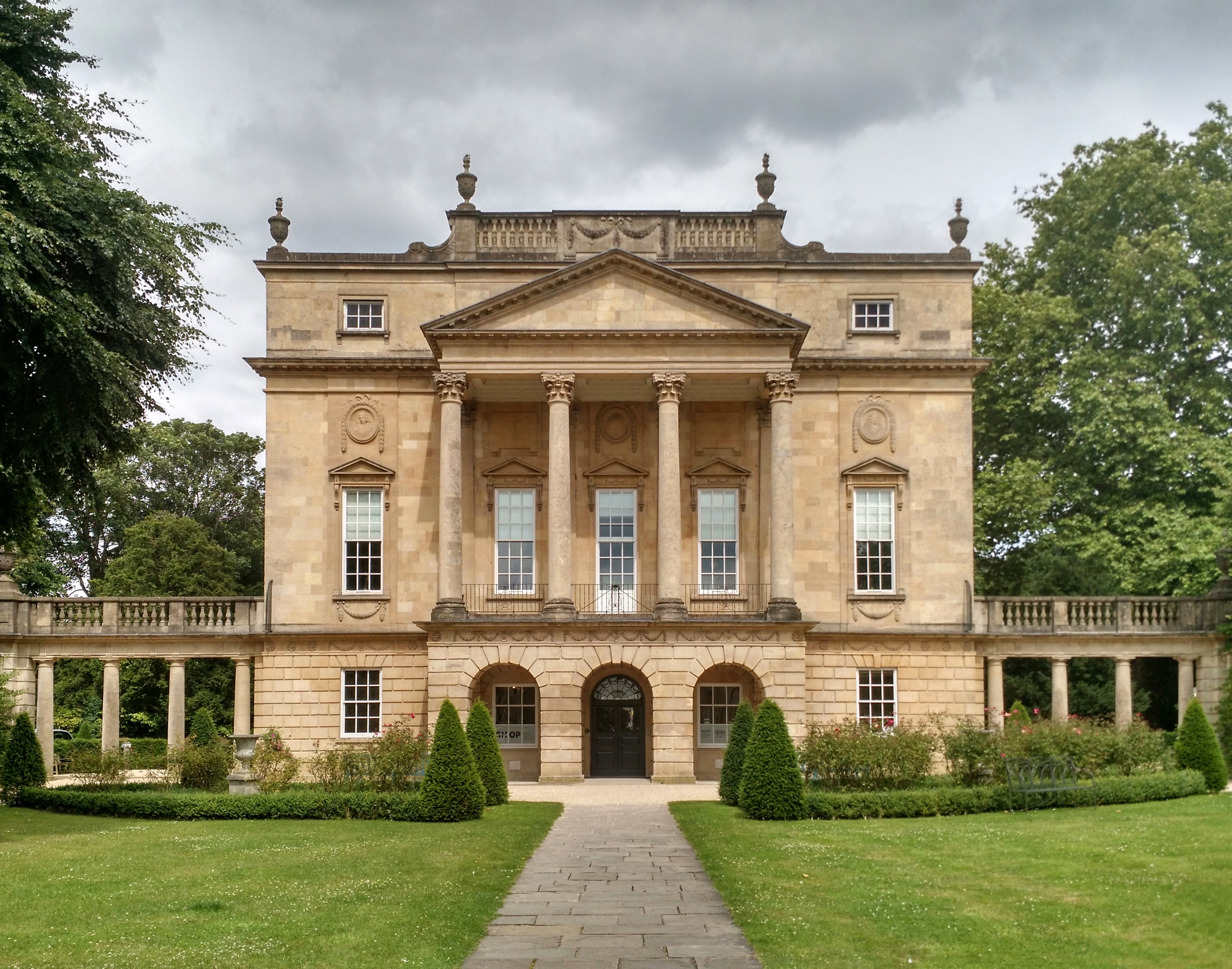
Музей Холборн в серіалі став будинком леді Данбері.

## Історична точність

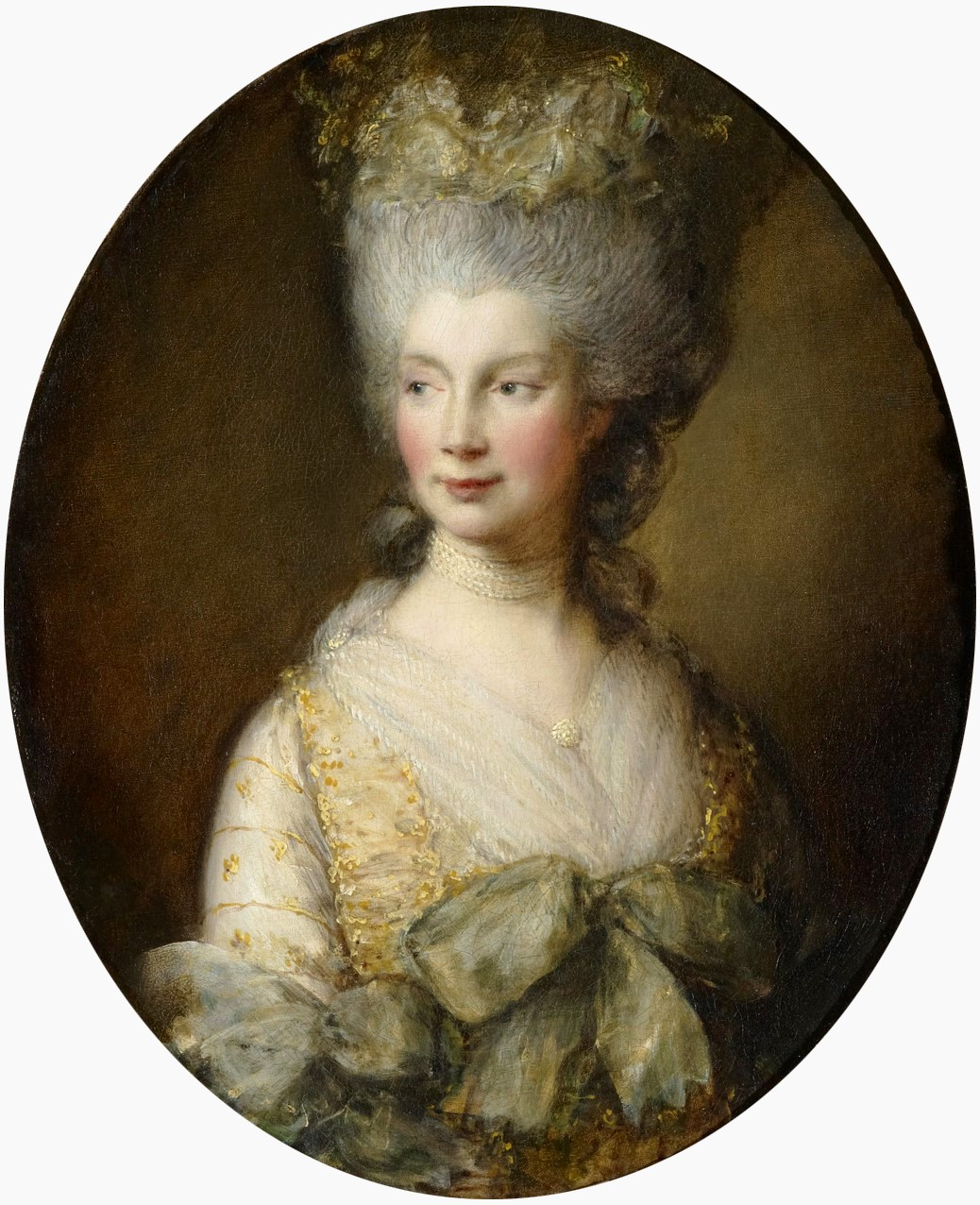
Портрет королеви Шарлотти, написаний Томасом Гейнсборо

Стосовно історичної точності шоу, продюсер Кріс Ван Дусен сказав, що серіал являє собою «переосмислений світ, не урок історії, не документальний фільм. Те, що ми справді робимо — це одружуємо історію з фантазією, і, як на мене, дуже захопливо. Один із підходів, який ми застосували — це наш підхід до раси». Аристократична сім'я Бріджертон, леді Вістлдаун та більшість інших персонажів шоу є повністю вигаданими.
Теорію про африканське коріння королеви Шарлотти більшість вчених не підтримує. В інтерв'ю журналу «Insider» американський історик Марлен Кеніг заявила, Лондон часів Регентства у шоу виглядає більш різноманітним, ніж це було насправді.
Деякі класичні музичні твори, що лунають у першому сезоні, були написані після 1813 року. Як приклад — сюїта Дмитра Шостаковича для джазового оркестру № 2, яка була написана у 1938 році, та «Belle nuit, ô nuit d'amour» з опери Жака Оффенбаха «Казки Гофмана» 1881 року.

## Сприйняття
Критики визнали серіал захопливим, при цьому відзначили токсичний характер стосунків між Дафною і Саймоном та романтизацію непереборних перешкод на шляху до любові. Глядачі також відзначали, що роман починається як класичний сценарій токсичних відносин — настрій чоловіка змінюється дуже різко, він має секрети від коханої, а їхні погляди на життя докорінно розходяться.

### Перегляди
| Сезон | Кількість годин за перші 28 днів | Місце в рейтингу «Найпопулярніші» на Netflix TV (англійською) |
| ----- | -------------------------------- | ------------------------------------------------------------- |
| 1     | 625 490 000                      | 3-тє                                                          |
| 2     | 656 160 000                      | 2-ге                                                          |

1 сезон
27 січня 2021 року Netflix оголосив, що 82 млн людей переглянули принаймні дві хвилини сезону, що становить 625 млн годин перегляду. На момент прем'єри це був найпопулярніший оригінальний серіал на сервісі до того, як його перевершив серіал «Гра в кальмара» у жовтні 2021 року.
2 сезон
Прем'єра 2 сезону відбулася 25 березня 2022 року. Він дебютував на першому місці в 92 країнах та зібрав 193 млн годин перегляду в перші вихідні, що було найвищим показником для будь-якого англомовного серіалу Netflix на той час. Сезон також побив рекорд за кількістю переглядів англомовних серіалів за перший тиждень на той час – з 251,74 млн годин перегляду в період з 28 березня по 3 квітня. Перший сезон також знову увійшов до десятки кращих Netflix, що зайняв друге місце. До 19 квітня другий сезон випередив свого попередника й став найпопулярнішим англомовним серіалом на Netflix на той час із 627,11 млн годин перегляду з моменту запуску. За 28 днів кількість переглядів зросла до 656,16 млн.

## Український дубляж
- Вікторія Бакун — Дафні Бріджертон
- Павло Скороходько — Ентоні Бріджертон
- Ольга Радчук — Леді Денбері
- Олена Узлюк — Вайолет Бріджертон
- Дмитро Гаврилов — Саймон Бассет
- Надія Кондратовська — Леді Віслдаун
- Людмила Ардельян — Леді Фезерінґтон
- Наталія Ярошенко — Королева Шарлота
- Ольга Гриськова — Марина
- Євгеній Лісничий — Колін Бріджертон
- Володимир Кокотунов — Герцог Гастінґс
- Михайло Войчук — Фезерінґтон
- Анна Павленко — Пенелопа Фезерінґтон
- Петро Сова — Вілл Модрич
- Микола Сирокваш — Бенедикт Бріджертон
- Анастасія Жарнікова — Елоїза Бріджертон
- Анна Дончик — Кейт
- Діана Кузьмінова — Едвіна
- Роман Семисал — Джек
- Світлана Шекера — Mepi
- Катерина Брайковська — Пруденс Фезерінгтон
- Катерина Качан — Каупер
- Валентина Сова — Варлі
- Марія Яценко — Крессіда
- Єлизавета Мастаєва — Гіацинта, Франческа Бріджертон
- Тимофій Марченко — Грегорі
- Вікторія Москаленко — Крессіда Каупер
- Іван Розін — Бенедикт Бріджертон
- Юрій Кудрявець — Лорд Деблінг
- Людмила Петриченко — Еліс
- Юлія Перенчук — Філіпа Фезерінгтон
- Еліна Сукач — Кейт Шарма
- Володимир Гурін — Ентоні Бріджертон
- Арсен Шавлюк — Грегорі Бріджертон
- Єлизавета Зіновенко — Гіацинта Бріджертон
- Максим Самчик — Містер Денкворт
- Андрій Твердак— Лорд Стентон
- Кирило Татарченко — Містер Фінч
- В'ячеслав Хостікоєв — Лорд Вайлдінг

А також: Андрій Альохін, Вікторія Сичова, Аліна Проценко, Олена Борозенець, Кристина Вижу, Світлана Штанько, Катерина Наземцева, В'ячеслав Дудко, Павло Голов, Роман Солошенко, Олександр Чернов, Ігор Іванов, Максим Кондратюк, Олена Бліннікова, Олександр Солодкий, Ілона Бойко, Дмитро Тварковський, Людмила Суслова, Анастасія Павленко, Вікторія Семеній, Вікторія Левченко, Майя Ведернікова, Роман Молодій
Серіал дубльовано студією «Postmodern» на замовлення компанії «Netflix» у 2021—2024 роках.
- Перекладачі — Федір Сидорук (сезон 1), Надія Бойван (сезон 2), Тетяна Горстка (сезон 3)
- Режисери дубляжу — Павло Скороходько (сезон 1), Світлана Шекера (сезон 2), Людмила Петриченко (сезон 3)
- Звукорежисери — Богдан Клименко (сезон 1), Сергій Александров (сезон 2)
- Звукорежисери перезапису — Віталій Ящук (сезон 1), Генадій Алексєєв (сезон 2), Максим Корнилюк (сезон 3)
- Режисери монтажу — Сергій Александров (сезон 3), Назар Куцевич (сезон 3)
- Менеджери проєкту — Олена Плугар (сезон 1), Олександра Небогатикова (сезон 2), Лаура Геворкян (сезон 3)

## Приквел
У травні 2021 року Netflix замовив приквел у Shondaland, який зосереджений на молодій королеві Шарлотті, персонажці, яка не з'являлася в книжках. Раймс написав спін-офф і став виконавчим продюсером разом із Бетсі Бірс і Томом Верікою. Рошевель, Андо, Геммелл і Фліт знову виконали свої ролі, тоді як Індія Амартейфіо, Мішель Ферлі, Корі Мілкріст і Арсема Тома були обрані разом із Конні Дженкінс-Грейг, яка зіграла молоду Вайолет. Новелізація серії, написана Раймсом і Квінн, була випущена Avon Books у 2023 році.
У квітні 2022 року повідомлялося, що художника-постановника Дейва Ерроусміта звільнили з серіалу через звинувачення в образливій поведінці та знущаннях на знімальному майданчику. Серіал вийшов у травні 2023 року.